# Uganda na Mistrzostwach Świata w Lekkoatletyce 2013
Uganda na Mistrzostwach Świata w Lekkoatletyce 2013 – reprezentacja Ugandy podczas mistrzostw świata w Moskwie liczyła 12 zawodników.

## Medaliści
- Stephen Kiprotich – Bieg maratoński mężczyzn

## Występy reprezentantów Ugandy

### Mężczyźni
| Konkurencja                | Zawodnik          | Eliminacje | Eliminacje | Półfinał | Półfinał | Finał         | Finał   |
| Konkurencja                | Zawodnik          | Rezultat   | Pozycja    | Rezultat | Pozycja  | Rezultat      | Pozycja |
| -------------------------- | ----------------- | ---------- | ---------- | -------- | -------- | ------------- | ------- |
| Bieg na 800 m              | Ronald Musagala   | 1:46,12    | 7. Q       | 1:45,87  | 14.      | NQ            | NQ      |
| Bieg na 5000 m             | Phillip Kipyeko   | 13:33,68   | 19.        | —        | —        | NQ            | NQ      |
| Bieg na 5000 m             | Moses Kipsiro     | DNS        | DNS        | —        | —        | NQ            | NQ      |
| Bieg na 10 000 m           | Thomas Ayeko      | —          | —          | —        | —        | 27:40,96 (PB) | 11.     |
| Bieg na 10 000 m           | Moses Kipsiro     | —          | —          | —        | —        | 27:44,53 (SB) | 13.     |
| Bieg na 10 000 m           | Timothy Toroitich | —          | —          | —        | —        | 28:33,61      | 22.     |
| Bieg 3000 m z przeszkodami | Jacob Araptany    | 8:24,53    | 14. q      | —        | —        | 8:25,86       | 12.     |
| Bieg 3000 m z przeszkodami | Benjamin Kiplagat | 8:21,14    | 6. q       | —        | —        | 8:31,09       | 14.     |
| Bieg 3000 m z przeszkodami | Timothy Toroitich | DNS        | DNS        | —        | —        | NQ            | NQ      |
| Maraton                    | Abraham Kiplimo   | —          | —          | —        | —        | 2:16:25       | 19.     |
| Maraton                    | Jackson Kiprop    | —          | —          | —        | —        | 2:12:12       | 10.     |
| Maraton                    | Stephen Kiprotich | —          | —          | —        | —        | 2:09:51       | złoto   |

### Kobiety

#### Konkurencje biegowe
| Konkurencja      | Zawodnik       | Eliminacje | Eliminacje | Półfinał | Półfinał | Finał         | Finał   |
| Konkurencja      | Zawodnik       | Rezultat   | Pozycja    | Rezultat | Pozycja  | Rezultat      | Pozycja |
| ---------------- | -------------- | ---------- | ---------- | -------- | -------- | ------------- | ------- |
| Bieg na 10 000 m | Juliet Chekwel | —          | —          | —        | —        | 32:57,07 (NR) | 16.     |

#### Konkurencje techniczne
| Konkurencja | Zawodnik      | Eliminacje | Eliminacje | Finał    | Finał   |
| Konkurencja | Zawodnik      | Rezultat   | Pozycja    | Rezultat | Pozycja |
| ----------- | ------------- | ---------- | ---------- | -------- | ------- |
| Trójskok    | Sarah Nambawa | 13,31      | 20.        | NQ       | NQ      |